# Jack Dempsey
Jack Dempsey, egentligen William Harrison Dempsey, född 24 juni 1895 i Manassa i Conejos County, Colorado, död 31 maj 1983 i New York i New York, var en amerikansk professionell boxare som var världsmästare i tungvikt 1919–26. Dempseys furiösa stil med upprepade attacker överösande sin motståndare med slag var något nytt som världen dittills inte skådat. Detta, kombinerat med en oräddhet inför att själv bli nedslagen gjorde honom till den förste riktigt folkkäre världsmästaren som drog publikmassor i rekord till arenorna.

## Biografi
Dempsey boxades inledningsvis under pseudonymen Kid Blackie varför hans exakta matchlista är okänd. Från och med 1915 gick han dock under det namn han kom att bli berömd under - Jack Dempsey. Hans manager under större delen av karriären var Jack "Doc" Kearns och hans VM-matcher arrangerades av den legendariske promotorn Tex Rickard.

### Världsmästare efter "Massakern i Toledo"
Den 4 juni 1919 i Toledo i Ohio utmanade Dempsey regerande världsmästaren Jess Willard om titeln. Få trodde utmanaren Dempsey om någon chans mot den nästan två meter långe och 111 kg tunge mästaren. Matchen sågs som en David-mot-Goliat-kamp, där Dempsey var mer än tjugo kg lättare än Willard. Kontraktet gav Dempsey ett gage på $27.500 och Willard $100.000. Managern "Doc" Kearns slog då vad, utan Dempseys medgivande, med Willards läger om att Dempsey skulle vinna i första ronden. Insatsen var $10.000 mot $100.000. Willards folk ansåg det säkert att våga hela deras gage mot att deras man stod den första ronden ut. Dempsey startade matchen ursinnigt och slog ner Willard sju gånger och mästaren räknades ut. Under segerjublet upptäcktes dock att tidtagaren glömt att slå i gonggongen och Willard fick rätt att fortsätta matchen och Dempsey, som redan lämnat ringen i tron att han var ny mästare, ropades tillbaka. Efter tre ronder bröt Willards sekonder matchen och Jack Dempsey utropades till världsmästare. Han hade dock förlorat $10.000 av sitt gage. Willard fick okbenet, käken och några revben avslagna och förlorade flera tänder. Matchen har gått till historien som Massakern i Toledo.

### "Århundradets match" mot Carpentier

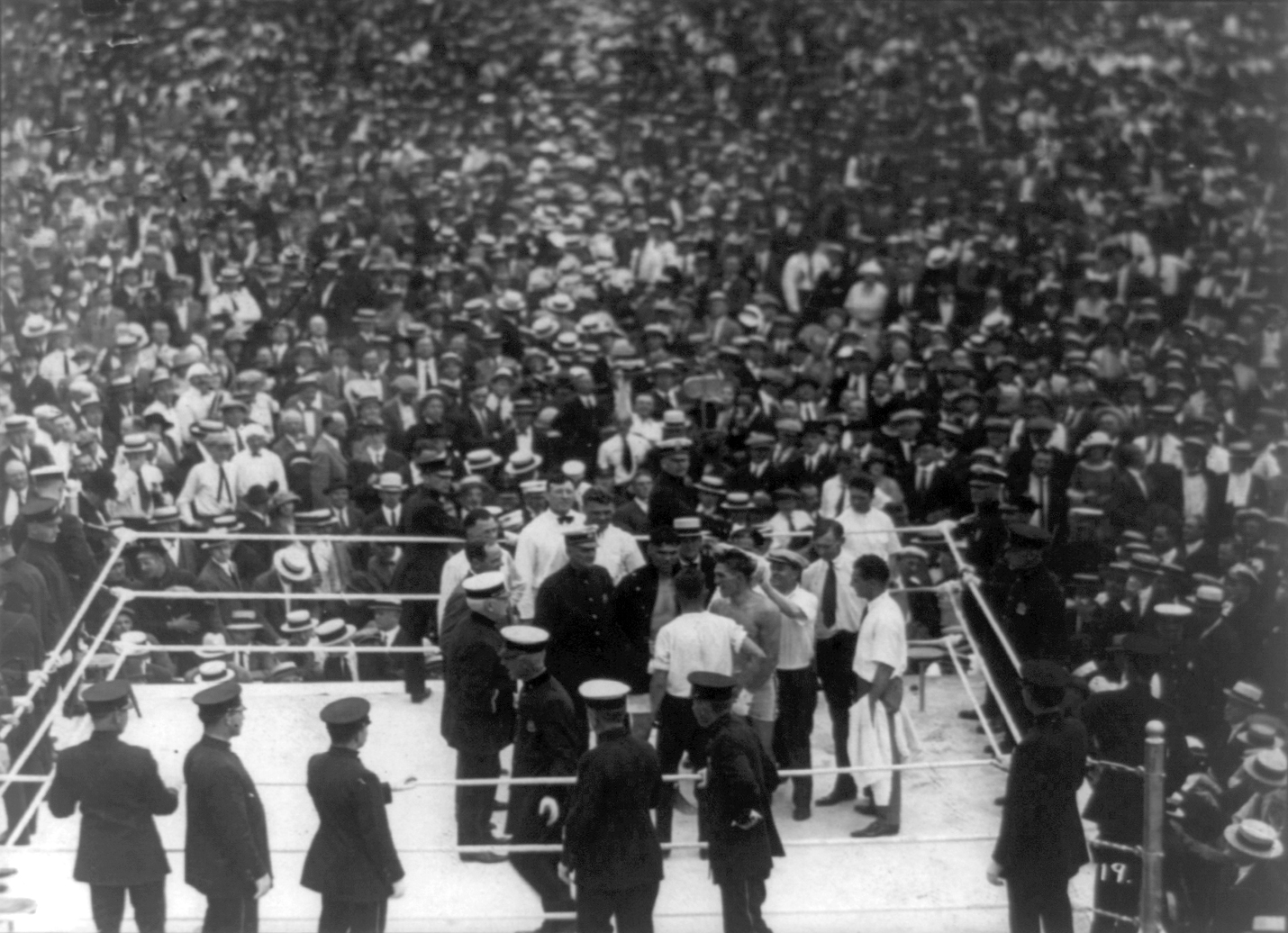
Jack Dempsey i arenan innan matchen mot Georges Carpentier

Efter titelövertagandet dröjde det till september 1920 innan Dempsey försvarade titeln mot Billy Miske. Mästaren ägnade mycket tid till att åka runt USA för olika cirkus- eller andra scenframträdanden. Han spelade också in en lågbudgetfilm. Efter ytterligare ett titelförsvar mot Bill Brennan i december samma år, skrevs kontrakt för en titelmatch mot fransmannen Georges Carpentier. Matchen skulle äga rum 2 juli 1921 i Jersey City, New Jersey inför 91 000 åskådare. Carpentier var världsmästare i lätt tungvikt och krigshjälte från första världskriget och mycket populär på båda sidorna Atlanten. Matchen fick epitetet "Århundradets match" och Carpentier haussades upp som ett mycket stort hot mot Dempsey. Bland annat sades att hans lättare kroppsvikt skulle vara till fördel. I själva matchen hade dock Carpentier inte en chans. Efter att ha brutit tummen i andra ronden slogs han knockout i den fjärde.

### Pampas vilda tjur
Efter ytterligare två titelförsvar mot Jimmy Darcy och Tommy Gibbons ställdes Dempsey mot argentinaren Luis Angel Firpo, "Pampas vilda tjur". Matchen avgjordes 9 september 1923 i Polo Grounds i New York inför 85 000 åskådare. Även den här matchen haussades upp oerhört. Firpo beskrevs som ett vilddjur, en slags grottmänniska som sov på golvet för att härda sig. Den första ronden har gått till historien som en av de mest intensiva inom boxningen. Dempsey hade ner Firpo i golvet gång på gång, men efter golvsyning nummer sju reste sig Firpo, pressade Dempsey ursinnigt mot repen och slog så mästaren genom repen, ut ur ringen och ner på reportrarnas skrivmaskiner. Demsey kom dock tillbaka in i ringen i tid (inom stipulerade 20 sek efter en utslagning ur ringen) med hjälp från publiken, något som egentligen inte var tillåtet. Firpos sekonder protesterade dock inte och Dempsey kunde med möda stå på benen ronden ut. I pausen klarnade han till för att sedan slå Firpo knockout i den andra ronden.

### Tre års timeout och skuggan av Wills

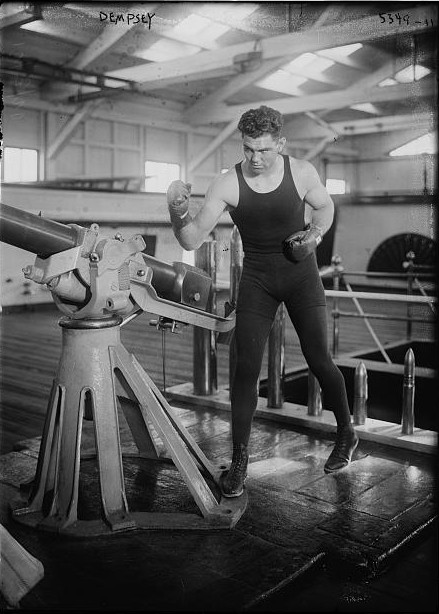
Jack Dempsey i träning

Efter segern mot Firpo skulle det dröja tre år till nästa titelförsvar. Kontrakt skrevs för match mot försterankade utmanaren Harry Wills, "Den Svarta Pantern". Matchen genomfördes dock aldrig. Detta berodde troligtvis på att det vita och i många fall rasistiska etablissemanget inte ville riskera att åter få en svart världsmästare efter den skandalomsusade Jack Johnson. Under tjugotalet härskade den så kallade "colour line" inom amerikansk boxning, vilket innebar att färgade boxare mest fick möta varandra och vita mötte vita. Dempsey sa senare att han väldigt gärna hade mött Wills. Under denna period bröt Dempsey samarbetet med managern "Doc" Kearns, delvis beroende på att Kearns ogillade Dempseys fru, skådespelerskan Estelle Taylor. Kearns stämde Dempsey för kontraktsbrott och de båda försonades inte förrän på äldre dagar.

### Förlust av VM-titeln
Efter tre år satte Dempsey titeln på spel igen mot Gene Tunney 23 september 1926 inför hela 120 000 åskådare (den dittills största sportpubliken någonsin) i Philadelphia. Den före detta marinkårssoldaten Tunney var en teknisk, elegant och konditionsstark boxare. Dempsey överraskades av Tunneys stil och kom inte åt honom utan att träffas av vassa kontringar. Tunney vann klart på poäng efter tio ronder och övertog VM-titeln. Efter matchen ska Dempseys fru Estelle Taylor ha utbrustit "Men vad har hänt?" när hon såg sin makes misshandlade ansikte. Dempsey ska då ha svarat "Åh, älskling, jag glömde att ducka."
Dempsey övervägde att sluta, men gjorde comeback för att möta Jack Sharkey 21 juni 1927 i en match om titelmöte mot Tunney. Segern på knockout i sjunde ronden blev kontroversiell. Efter ett slag under bältet vände sig Sharkey mot domaren för att protestera. Då slog Dempsey ner honom och Sharkey räknades ut.

### Den långa räkningens match
Returmatchen mot Tunney ägde rum 22 september 1927 i Soldier Field i Chicago. Den här matchen blev ännu mer upphaussad än matcherna mot Carpentier och Firpo. Inför matchen hade en ny regel införts, som innebar att domaren vid nedslagning inte skulle börja räkna förrän den stående boxaren gått till neutral hörna. I sjunde ronden slog Dempsey ner Tunney, men glömde av den nya regeln. Domaren fick fösa Dempsey till hörnan och fem extra sekunder gick. Tunney kom upp på nio och slog sedan ner Dempsey en gång i rond åtta och vann klart på poäng efter tio ronder. Matchen har kommit att kallas "Den långa räkningens match" och blev Dempseys sista tävlingsmatch. Den populära ex-mästaren gick dock ett otal uppvisningsmatcher på vilka han tjänade bra med pengar.

### Efter karriären
Efter den andra Tunneymatchen drog sig Dempsey tillbaka och blev bland annat restaurangägare. Han är invald i boxningens Hall of Fame och är en av de mest berömda tungviktsmästarna.  Vid sin död 1983 var han den tungviktsmästare som levt längst.

### Webbkällor
- Dempsey på boxrec.com